# روی چپمن
روی چپمن (انگلیسی: Roy Chapman; ۱۸ مارس ۱۹۳۴ – ۲۱ مارس ۱۹۸۳) بازیکن فوتبال اهل بریتانیا بود.
از باشگاه‌هایی که در آن بازی کرده‌است می‌توان به باشگاه فوتبال منزفیلد تاون، باشگاه فوتبال استون ویلا، باشگاه فوتبال لینکولن سیتی، باشگاه فوتبال استافورد رانجرز، و باشگاه فوتبال پورت ویل اشاره کرد.